# ブラックウォーターの戦い
『ブラックウォーターの戦い』はHBO(日本ではスター・チャンネルが放送)のファンタジー・ドラマ・シリーズである『ゲーム・オブ・スローンズ』の第2章『王国の激突』の第9話である。プロデューサーでもある原作者ジョージ・R・R・マーティンによって原作『王狼たちの戦旗』に基づいて脚本が書かれ、 ニール・マーシャルが監督した。
本エピソード全体が、スタニス・バラシオンの艦隊によるブラックウォーター湾襲撃からラニスター軍がキングズランディングを防衛する、〈ブラックウォーターの戦い〉に捧げられている。他のエピソードと異なり、本エピソードはキングズランディングの外の登場人物のストーリーラインを描かない。
スタニスの艦隊は、ティリオンの用意した〈炎素〉によって全滅させられる。火を恐れるハウンドは逃亡する。スタニスは自ら兵を率いて門を打ち破ろうとし、ティリオンが率いる兵が押しとどめるが、ティリオンは味方に襲われる。タイウィンとタイレル家の援軍が到着し、スタニスは逃げる。

## あらすじ

### キングズランディング
ダヴォス・シーワース(リアム・カニンガム)は息子マットスとスタニス・バラシオン(スティーヴン・ディレイン)の艦隊を率いてブラックウォーター湾に向かう。ティリオン(ピーター・ディンクレイジ)とシェイ(シベル・ケキリ)は、ラニスター軍が負けた時のことを話す。摂政太后サーセイ (レナ・ヘディ)は、王都が陥落した時に備えて、グランド・メイスター・パイセル(ジュリアン・グローヴァー)から強力な毒を貰うが、これはスタニス軍が勝利した暁にラニスター家の者を待ち受ける悲惨な運命を避けるためである。〈赤の王城〉の外では、ブロン(ジェローム・フリン)が部下の兵士たちと飲んで歌うが、サンダー・"ハウンド"・クレゲイン(ロリー・マッキャン)が来ると空気が一変する。二人の間の緊張が高まるが、争いが始まる前にスタニスの艦隊を見つけた合図の鐘が鳴る。ティリオンの求めに応じて、ヴァリス公(コンリース・ヒル)が王都の地下のトンネルの地図を持って来る。ヴァリスはスタニスが紅の女祭司メリサンドルを取り立てたと聞き及び、スタニスと暗黒の力の関係を恐れる。ジョフリー王(ジャック・グリーソン)は〈赤の王城〉から守備隊を意気揚々と率い、婚約者のサンサ(ソフィー・ターナー)に、自分の剣にキスするよう命じ、いつの日かこの剣でサンサの兄のロブ・スタークを殺すと誓う。高貴な婦人や子どもたちは〈メイゴルの天守〉の中に閉じこもり、王の処刑人のイリーン・ペインが見張るが、サーセイはペインが自分たちを守っているのだという。酔ったサーセイはサンサに棘のある言葉を投げかけ、処女であることをからかい、王都が陥落した場合は凌辱されることを覚悟しろという。
スタニスの艦隊がキングズランディングに近づくと、無人に見える一隻の船がやって来るのを見る。ダヴォスが罠だと気付いた時には遅く、無人の船は水面に〈炎素〉を撒き散らし、ブロンが放った火矢によって〈鬼火〉となり爆発する。多くの船が即座に破壊され、多くのスタニスの兵が死に、ダヴォスと息子のマットスも死んだかに見える。だがスタニスはひるまず、兵士にボートで岸に上陸し、防御の弱点である〈泥の門〉を攻めることを命じる。ティリオンはハウンドに防衛隊を率いることを命じ、ランセルは負傷して〈メイゴルの天守〉に逃げ帰る。兵士が生きながら焼かれるのを見たハウンドは、子供時代の炎への恐れに屈服し、戦場から逃げ出す。スタニスは自ら胸壁に突進し、先頭を切って梯子で登る。ほとんど敵のいない〈泥の門〉は破城槌で攻撃される。〈メイゴルの天守〉ではサーセイがシェイを詰問して素性をあばきかけ、サンサはサー・イリーン・ペインがここにいる目的が、スタニスが勝利した場合に自分達を殺すことだと知る。
ランセルがやって来て、スタニスの兵が門を攻撃しているとサーセイに言う。サーセイは、ジョフリーを胸壁から〈赤の王城〉の中の安全な場所に戻すようランセルに命令する。脅えたジョフリーは〈王の盾〉のマンドン・ムーアに自分の代理を務めるよう命令して戦場を離れ、防衛軍の士気を落とす。ティリオンは残る兵の指揮を執り、演説で勇気を鼓舞し、ヴァリスの地図にあるトンネルを通ってバラシオン軍の背後を突く。ランセルは〈メイゴルの天守〉に戻って王が戦場に戻ることを要求し、怒ったサーセイはランセルに殴りかかり、高貴な婦人たちをイリーン・ペインの手に残し、息子トメンを連れて抜け出す。サンサは恐慌を起こした婦人たちを集めて祈るが、シェイに説得されて自室に逃げる。ハウンドが自室にいるので驚くが、ハウンドは王都から逃げてサンサを〈北部〉に連れていくと言う。サンサははじめこれを断るが、最終的な決断は不明なままとなる。
ティリオンは兵士と共にトンネルを通って、驚くバラシオン軍の背後から易々と攻撃する。勝利を祝っている時に、新手が現れて戦闘が再開する。戦いの中で、ティリオンは味方の〈王の盾〉サー・マンドンから予期せぬ襲撃を受ける。ティリオンは傷を負うが、従者のポドリック・ペインがサー・マンドンを殺して主人が殺されるのを防ぐ。意識を失う前、ティリオンはタイウィン・ラニスター(チャールズ・ダンス)の騎兵隊がスタニスの軍を奇襲するのを目撃する。スタニスは配下の兵士に持ち場を守れと叫ぶが、安全な場所へと連れ出される。サーセイがトメンと共に大広間に逃げて、毒を飲ませようとしていたところに、ロラス・タイレルと父タイウィンが到着し、戦いに勝ったと宣言する。

## 製作

### アイデアと展開
本エピソードはシーズンを通じて盛り上げてきた、バラシオン家とラニスター家の間の対立を、シリーズで初めての大規模な戦闘で描く。第一稿では、予算の都合上、戦いの大部分は見えないところで起こり、視聴者は、戦いが外で起きている間に〈メイゴルの天守〉に隠れていたサーセイとサンサの目を通して戦争を経験することになっていた。最終的に、プロデューサーのデイヴィッド・ベニオフ と D・B・ワイスはHBOを説得して予算を増額させ、戦闘シーンを直接描くことになった。
それでも予算は限られているため、『ロード・オブ・ザ・リング/二つの塔』の〈ヘルム峡谷の戦い〉のような大スペクタクルシーンは諦め、戦闘の真っただ中にいる歩兵の視点に集中することにした。わずか二時間の映画と比べて視聴者は登場人物により親しんでいるため、戦闘に参加する登場人物への共感が高められるとプロデューサーたちは語った。海軍同士の戦闘がシリーズのストーリーラインの核であると考えたため、水上での困難な撮影を避けて陸上の戦闘に限るべきだと言う圧力をはねのけた。

### 脚本
原作者のジョージ・R・R・マーティンが脚本を書き、原作の『王狼たちの戦旗』の第58-63章がドラマ化された。マーティンによれば、原作で描いた壮大な視点に対して予算の限界を考慮しなければならなかったため、第一シーズンで書いた『進軍』よりもはるかに難しかったと言う。

### 撮影
ニール・マーシャルは本シリーズのことを知っており、アクション映画およびホラー映画の経験を生かして本シリーズの監督の役割を得ようとしていたが、うまく運んでいなかった。しかし、本エピソードの撮影一週間前に、予定されていた監督が個人的な急用のために製作チームを離れ、急いで代わりの監督を見つける必要があった。かつて限られた予算内でアクション映画を撮った経験を買われ、マーシャルが選ばれた。マーシャルは第一シーズンを視聴することを含めた二週間の準備の後に撮影を開始した。明らかに比較されてしまう、『ロード・オブ・ザ・リング/二つの塔』の〈ヘルム峡谷の戦い〉のシーンは見ないようにしたと言う。
プロデューサーによれば、このエピソードは、夜の撮影が一カ月続いたと言う。冷たく湿ったベルファストの気候は俳優やエクストラにとっては不快で、戦闘での疲労感は演技ではなく、風や雨を作りだす機械の必要はなかったと言う。本エピソードは他のエピソードと比べて、はるかにたくさんの特殊効果を使っている。特殊効果チームは〈鬼火〉の爆発のために燃えさかる緑色のナパームを放つカタパルトを製作したが、後処理作業中に通常の緑の炎を使うことにした。

### 音楽
ラニスター軍の兵士が戦闘前、そして戦闘中に歌う歌は「キャスタミアの雨」であり、原作にある詩をもとに音楽担当のラミン・ジャヴァディが作ったものである。
原作によれば、この歌はシリーズの40年前に、ラニスター家の旗主であるキャスタミアのレイン家が反乱を起こしたためにタイウィン・ラニスターが鎮圧し、その血を根絶やしにしたことを歌う。雨(Rain)とレイン(Reyne)家をかけており、ラニスター家に歯向かうなという警告の歌である。

## 評判

### 視聴者数
初回放送では338万人が、同夜の二度目の放送では83万人が視聴し、18-49歳の視聴率はそれぞれ1.6%と0.4%であった。これはシリーズ最高を記録した前話の数字から13%の下落であった。放送されたのが、視聴者を通常で2割ほど減らす戦没将兵追悼記念日であったためだと推測されている。

### 賞
- 2012年ヒューゴー賞短編映像部門賞を受賞
- 2012年プライムタイム・エミー賞 音響編集賞シリーズ部門受賞
- 2012年プライムタイム・エミー賞 音響賞コメディ/ドラマシリーズ部門受賞[3]
- ピーター・ディンクレイジが2012年プライムタイム・エミー賞 助演男優賞ドラマ部門にノミネートされ、本エピソードを提出[4]

## 参照
1. ↑  Bibel, Sara (2012年5月30日). “Sunday Cable Ratings: NBA Playoffs Win Night, 'Game of Thrones', 'Mad Men', 'Keeping Up With the Kardashians', 'Girls', 'Pawn Stars', & More”. TV by the numbers 2012年5月28日閲覧。
2. ↑  Hibberd, James (2012年5月30日). “'Game of Thrones' ratings dip for 'Blackwater'”. Entertainment Weekly 2012年5月28日閲覧。
3. ↑  “Game Of Thrones”.   Emmys.com. 2013年3月5日閲覧。
4. ↑  Riley, Jenelle (2012年8月16日). “Episodes Submitted by Drama Emmy Nominees Revealed”.   Backstage. 2013年4月9日閲覧。